# Laophonte baltica
Laophonte baltica är en kräftdjursart som först beskrevs av Walter Klie 1929.  Laophonte baltica ingår i släktet Laophonte och familjen Laophontidae. Arten är reproducerande i Sverige. Inga underarter finns listade i Catalogue of Life.